# Грабовица (Олово)
Грабовица је било насељено место у Босни и Херцеговини у општини Олово у Зеничко-добојском кантону које административно припада Федерацији Босне и Херцеговине. Према последњем попису становништва из 2013. у насељу није било становника.

## Географија
Насеље се налази на надморској висини од 746 метара, површине 2,9 км2, са густином насељености 0 становника по км2.

## Становништво
| Националност | 1971. | 1981. | 1991. | 2013. |
| Срби         | 109   | 93    | 80    |       |
| Хрвати       |       |       | 1     |       |
| Укупно       | 109   | 93    | 81    | 0     |